# Gonokoksyt
Gonokoksyt, gonokoksit (łac. gonocoxa, gonocoxit) – przekształcona okolica biodrowa (nasadowa) odnóży odwłokowych segmentów genitalnych (gonopodów) owadów.
U przerzutek i rybików koksyty (płytki biodrowe) wykształcone są na niemal wszystkich segmentach odwłoka. Koksyty segmentu ósmego i dziewiątego zawsze zaopatrzone są w wyrostki rylcowe (styliki, łac. styli) oraz w wewnętrzne wyrostki nasadowe. U owadów uskrzydlonych ósmy i dziewiąty segment odwłoka stanowią segmenty genitalne – ich koksyty określane są jako gonokoksyty, styliki jako gonostyliki, zaś wewnętrzne wyrostki nasadowe przybierają różne nazwy w różnych grupach.

## Samice
U samic koksyty ósmego segmentu odwłokowego stanowią pierwszą parę walwiferów, na której osadzone są walwule pierwszej pary (przednie), a te dziewiątego segmentu odwłokowego drugą parę walwiferów, na której osadzone są walwule drugiej pary, a czasem także trzeciej pary. Walwifery wchodzą w skład nasadowego aparatu pokładełka (łac. aparatus basalis), podczas gdy walwule budują jego korpus i osłonki. Specyficzną nomenklaturę stosuje się do samic chrząszczy. Gonokoksyt, będący częścią dziewiątego segmentu odwłoka, w tym przypadku podzielony jest na bardziej nasadową (dosiebną) część zwaną walwiferem oraz na bardziej wierzchołkową (odsiebną) część zwaną koksytem, przy czym koksyt może być wtórnie podzielony na człony lub płaty. Na koksycie osadzone są gonostyliki (styliki), zaś walwifer często dysponuje poprzeczną lub skośną bakulą połączoną stawowo z bakulami paraproktów. Spekuluje się, że walwifer chrząszczy może być  homologiem gonangulum.  W przypadku częstej u owadów uskrzydlonych wtórnej redukcji pokładełka koksyt dziewiątego segmentu jest zwykle jedną z pierwszych (po gonostyliku) struktur ulegających zanikowi.

## Samce
Wśród samców pierwotny podział gonokoksopoditów dziewiątego segmentu odwłoka na trzy elementy (gonokoksyt, gonostylik i wewnętrzny wyrostek nasadowy) zachował się u samców takich grup jak jętki, świerszczokaraczany, wielbłądki, niektóre muchówki długoczułkie i liczne błonkoskrzydłe. U tych ostatnich wewnętrzny wyrostek nasadowy gonokoksytu nosi nazwę wolselli. U chruścików gonokoksyt oddzielony jest od gonostylika linią i zaopatrzony w wenętrzno-brzuszny przydatek, być może homologiczny z wewnętrznym wyrostkiem nasadowym. U motyli gonokoksyt zlany jest z gonostylikiem w walwę, zaś jego wewnętrzny wyrostek nasadowy tworzy sakulus. U wojsiłek i pcheł gonokoksyt jest wyraźnie wyodrębniony od gonostylika, ale pozbawiony wewnętrznego wyrostka nasadowego. U sieciarek gonokoksopodity odzielają się od dziewiątego stenitu i zaczepiają np. na dziewiątym lub dziesiątym tergicie, a wewnętrzne wyrostki nasadowe gonokoksytów towrzą paramery. U komarowatych pośrodkowa krawędź grzbietowej powierzchni gonokoksytu tworzy płaty nasadowe zwane harpagonami. U samców wielu innych grup gonokoksyty uległy przekształceniu w nieparzystą płytkę subgenitalną. U karaczanów, modliszek, niektórych prostoskrzydłych, niektórych gryzków i niektórych pluskwiaków różnoskrzydłych płytka ta zachowała wyodrębnione gonostyliki, podczas gdy u widelnic, straszyków, skorków, nogoprządek oraz u pozostałych prostoskrzydłych, gryzków i pluskwiaków różnoskrzydłych gonostylików na płytce zupełnie brak. U niektórych muchówek gonokoksopodity są całkiem zlane z dziewiątym sternum formując hypandrium. U wielu zaawansowanych ewolucyjnie muchówek i błonkówek całe gonokoksopodity uległy redukcji. Z kolei u samców chrząszczy gonokoksopodity uległy całkowitemu zanikowi.